# Олимпијски стадион (Хелсингборг)
Олимпијски стадион (Хелсингборг) (швед. Olympia (arena)) је вишенаменски стадион у Хелсингборго у Шведској. Дом је фудбалског тима Карлстад јунајтеда и тима америчког фудбала Карлстад крусејдерса. Такође се користи за атлетске догађаје и друге спортове и окупљања.
Стадион је отворен 1898. године, али је обнављан 1993, 1997. и у периоду од 2014–2017. и има капацитет од 17.200 (9.673 места за седење и око 7.500 трибина). Све трибине се могу претворити у места за седење, дајући капацитет од за око 13.000 гледалаца. То је домаћи терен за утакмице шведске прве лиге и ФК Хелсингборга.

## Историја
Градско веће Хелсингборга, који је власник Олимпије, једногласно је, 22. октобра 2014. године, изгласало реновирање и обнову стадиона. Изградња је почела након сезоне „Алсвенскан” 2014. и завршена је средином 2017. године.  Ово је било четврто ажурирање арене од 1985. Пре 1985. арена је била у ужасном стању са атлетским стазама за трчање, дрвеним трибинама и веома лошим системом осветљења.
Име ове арене нема стварну везу са Олимпијским играма, али пошто је модерна Олимпијада почела 1896. године, а Олимпија је отворена две године касније, чини се могућа помисао да су на име утицале тада обновљене Олимпијске игре.
Рекорд посећености износи 26.154 гледалаца и постављен је 14. маја 1954. године, када је Хелсингборг играо против Малмеа.
Године 1958. стадион је био домаћин две утакмице Светског првенства у фудбалу и седам утакмица на Светском првенству за жене 1995.
На мечевима Хелсингборгса „Хј Џуд” од Битлса се свира током полувремена и када ФК Хелсингборгс победи свира се „What a Beautiful Day”  од Левелерса (The Levellers).